# 랑시퐁루즈역
랑시퐁루즈역(프랑스어: Gare de Lancy-Pont-Rouge)은 스위스 제네바주 랑시에 있는 기차역이다. 스위스 연방 철도의 표준궤 CEVA 궤도 철도 노선의 중간 정류장이다. 2017년에 개통한 현재의 역은 2002년 개통한 임시역을 대체한 것이다.

## 서비스
다음 서비스는 랑시-퐁-루즈에서 정차한다.
- 레기오익스프레스 : 안마스와 브베 사이를 30분 간격으로 운행하며 다른 모든 열차는 브베에서 생모리스까지 계속 운행한다.
- 레만 익스프레스 L1/L2/L3/L4 : 코페와 안마스 사이를 15분 간격으로 운행. 안마스에서 안시까지 매시간, 에비앙레뱅 및 생제르베레뱅-르파예까지 2시간마다 운행된다.